# 鐵酸鹽
铁酸盐(英語：Ferrate)泛指可被视为含铁錯阴离子的化合物。实例包括四氯铁酸盐（[FeCl4]2-）、高鐵酸鹽（FeO42-）、四羰基铁酸盐（[Fe(CO)4]2-）、有机铁酸盐等。 而铁酸盐一词源自拉丁语中的「铁」： ferrum 。

铁酸盐
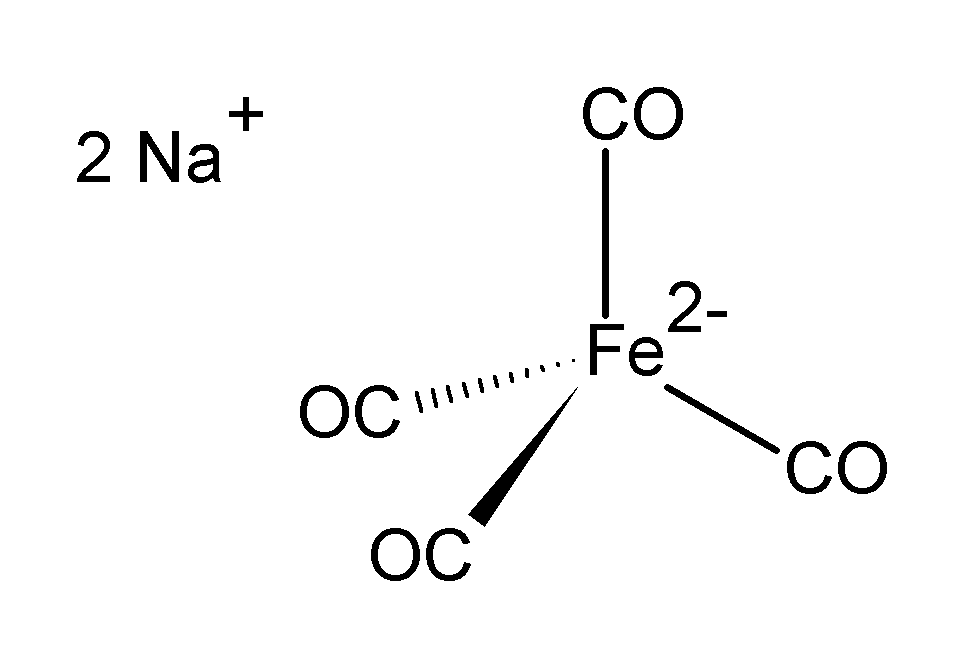
四羰基铁酸(2-)盐的二钠盐。
高鐵酸鹽的結構。
1-正丁基-3-甲基咪唑鎓的四氯鐵(III)酸盐。
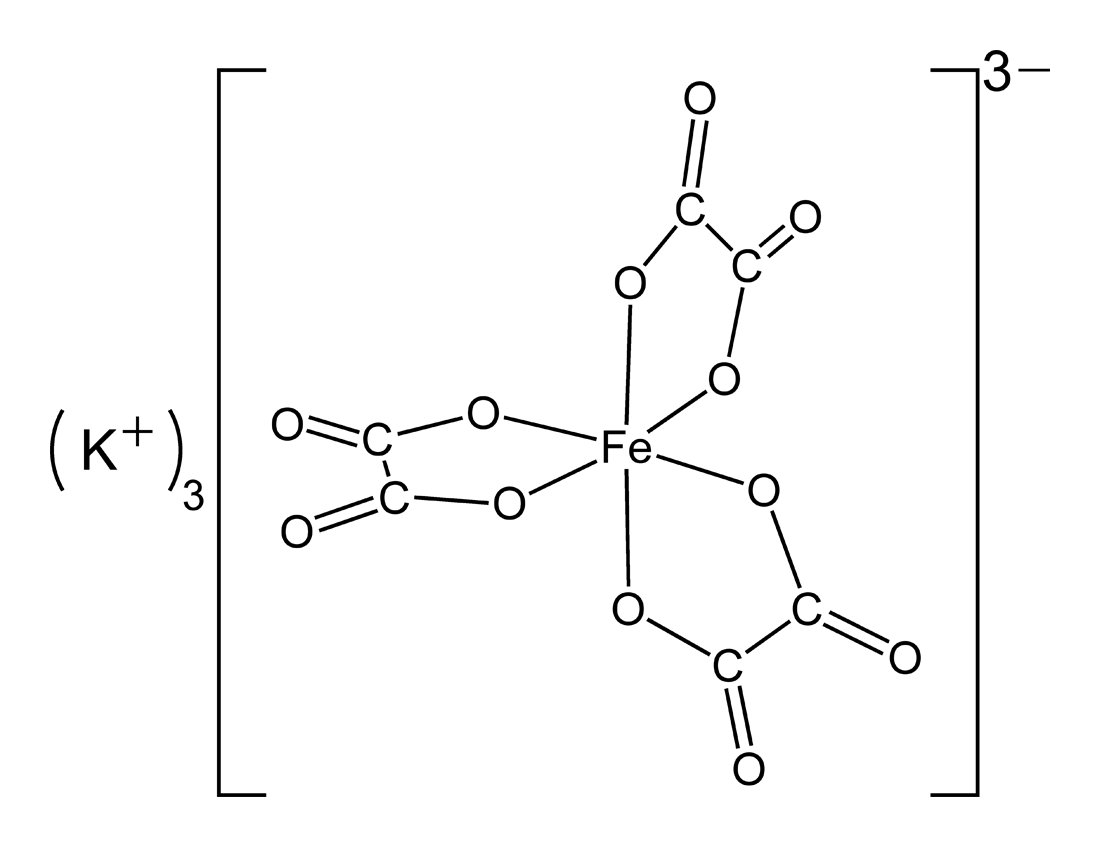
三草酸根合鐵酸(III)鹽的鉀鹽。